# 발렌틴 글루시코

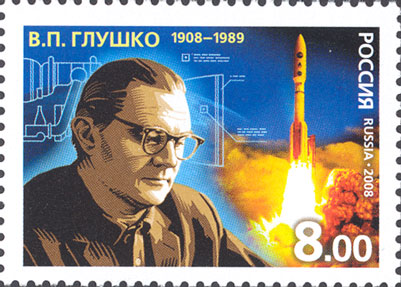

발렌틴 글루시코(본명: 발렌틴 페트로비치 글루시코, 러시아어: Валенти́н Петро́вич Глушко́, 우크라이나어: Валентин Петрович Глушко, 로마자 표기: Valentyn Petrovych Hlushko, 1908년 9월 2일 ~ 1989년 1월 10일)는 1974년부터 1989년까지 소련 우주 프로그램에서 활동한 활동한 소련의 엔지니어였다.
글루시코는 미국과 소련 간의 우주 경쟁이 최고조에 달했을 때 소련 프로그램에서 로켓 엔진의 주요 설계자로 일했으며 우주 프로그램 내에서 사이버네틱스의 지지자였다.